# Prioniturus waterstradti
Prioniturus waterstradti là một loài vẹt trong họ Psittacidae.